# Ritratti umani. Campionario
Ritratti umani. Campionario (talvolta noto semplicemente come Campionario) è un romanzo di Carlo Dossi.

## Trama
In quest'opera del 1885, il Dossi ripropone a dodici anni dall'uscita del suo Ritratti umani, dal calamajo di un mèdico ed a sette dal suo La desinenza in A il medesimo schema della catalogazione umana di stile lombrosano con una vena spiccatamente ironica.
In quattordici bozzetti, il Dossi descrive alcuni topoi dell'uomo moderno, dall'allarmista al seccatore, dal fannullone al lettore medio. Ancora una volta dall'opera emerge la fedeltà del Dossi alle proprie scelte linguistiche e stilistiche che uniscono l'eccentricità di una lingua italiana aulica ed eclettica nel contempo al vernacolo dialettale milanese.

## Edizioni
- Carlo Dossi, Ritratti umani. Campionario, Dumolard, 1885.